# Isiolo
Isiolo ist eine Stadt mit ca. 29.000 Einwohnern im kenianischen Isiolo County, dessen Hauptstadt sie ist. Die Stadt liegt direkt an der A2, südlich des Samburu National Reserve.

## Infrastruktur
Neben zahlreichen Geschäften gibt es in Isiolo einen Vieh- und einen Gemüsemarkt, Banken, mehrere Hotels und Restaurants, ein Krankenhaus, eine Tankstelle und eine Postfiliale. Vom Busbahnhof aus fährt unter anderem zweimal täglich ein Bus nach Nairobi. Die Stadt verfügt auch über einen großen Supermarkt und ist ein wichtiges Versorgungszentrum, da die nächste größere Stadt Marsabit über 300 Kilometer entfernt ist.
Es gibt mehrere Schulen in Isiolo, zwei Grundschulen und eine weiterführende Mädchenschule werden von der römisch-katholischen Kirche geführt.

## Bevölkerung und Kultur
Isiolo ist multikulturell geprägt und wird als „Tor zwischen den Welten“ wahrgenommen. Die Mehrheit der Bewohner sind Somali und Samburu.

## Religion
Die Bevölkerungsmehrheit der Stadt ist muslimisch und verfügt über eine reich ausgestattete Moschee an der Hauptstraße von Isiolo. Unmittelbar gegenüber auf der anderen Straßenseite liegt die 1990 fertiggestellte römisch-katholische Kirche St. Eusebius. Sie fungiert als Kathedrale für das Bistum Isiolo. Die Stadt kam 2005 in die Schlagzeilen, als der Apostolische Vikar von Isiolo, Luigi Locati, auf offener Straße erschossen wurde.